# Campeonato Europeo de Patinaje Artístico sobre Hielo de 2017
El CVIII Campeonato Europeo de Patinaje Artístico sobre Hielo se celebró en Ostrava (República Checa) del 25 al 28 de enero de 2017 bajo la organización de la Unión Internacional de Patinaje sobre Hielo (ISU) y la Federación Checa de Patinaje sobre Hielo.
Las competiciones se realizaron en la Ostravar Aréna de la ciudad checa.

## Calendario
- Hora local de Ostrava (UTC+1).

| Programa corto | Programa libre |

| Fecha | Hora          | Evento         |
| ----- | ------------- | -------------- |
| 25.01 | 11:00 – 15:55 | Femenino       |
| 25.01 | 18:45 – 21:50 | Parejas        |
| 26.01 | 12:00 – 16:30 | Danza en hielo |
| 26.01 | 19:00 – 22:00 | Parejas        |
| 27.01 | 11:15 – 16:25 | Masculino      |
| 27.01 | 18:00 – 22:00 | Femenino       |
| 28.01 | 13:30 – 17:00 | Danza en hielo |
| 28.01 | 17:50 – 22:00 | Masculino      |

## Resultados

### Masculino
| Puesto | Nombre           | País   | Puntos |
| ------ | ---------------- | ------ | ------ |
| Oro    | Javier Fernández | España | 294,84 |
| Plata  | Maxim Kovtun     | Rusia  | 266,80 |
| Bronce | Mijail Koliada   | Rusia  | 250,18 |

### Femenino
| Puesto | Nombre               | País   | Puntos |
| ------ | -------------------- | ------ | ------ |
| Oro    | Yevgueniya Medvedeva | Rusia  | 229,71 |
| Plata  | Anna Pogorilaya      | Rusia  | 211,39 |
| Bronce | Carolina Kostner     | Italia | 210,52 |

### Parejas
| Puesto | Nombre                                 | País     | Puntos |
| ------ | -------------------------------------- | -------- | ------ |
| Oro    | Yevgueniya Tarasova / Vladimir Morozov | Rusia    | 227,58 |
| Plata  | Aliona Savchenko / Bruno Massot        | Alemania | 222,35 |
| Bronce | Vanessa James / Morgan Ciprès          | Francia  | 220,02 |

### Danza en hielo
| Puesto | Nombre                                  | País    | Puntos |
| ------ | --------------------------------------- | ------- | ------ |
| Oro    | Gabriella Papadakis / Guillaume Cizeron | Francia | 189,67 |
| Plata  | Anna Cappellini / Luca Lanotte          | Italia  | 186,64 |
| Bronce | Yekaterina Bobrova / Dmitri Soloviov    | Rusia   | 186,56 |

## Medallero
| Núm. | País     | Oro | Plata | Bronce | Total |
| ---- | -------- | --- | ----- | ------ | ----- |
| 1    | Rusia    | 2   | 2     | 2      | 6     |
| 2    | Francia  | 1   | 0     | 1      | 2     |
| 3    | España   | 1   | 0     | 0      | 1     |
| 4    | Italia   | 0   | 1     | 1      | 2     |
| 5    | Alemania | 0   | 1     | 0      | 1     |
|      | TOTAL    | 4   | 4     | 4      | 12    |